# Martin Harwit
Martin Otto Harwit (né à Prague le 9 mars 1931) est un astronome tchéco-américain qui est directeur du National Air and Space Museum de 1987 à 1995. On note aussi son travail en astronomie infrarouge à l'université Cornell.

## Honneurs
- Il est lauréat de la Médaille Bruce en 2007.
- L'astéroïde (12143) Harwit est nommé en son honneur.

## Ouvrages
- (en) Martin Harwit, Astrophysical concepts, New York, Springer, 2006 (1re éd. 1973), 714 p. (ISBN 978-0-387-32943-7)
- (en) Martin Harwit, Cosmic discovery : the search, scope, and heritage of astronomy, Sussex, Harvester Press, 1981, 334 p. (ISBN 978-0-7108-0089-3)
- (en) Martin Harwit, An exhibit denied : lobbying the history of Enola Gay, New York, NY, Copernicus, 1996 (ISBN 978-0-387-94797-6)